# Het oude huis

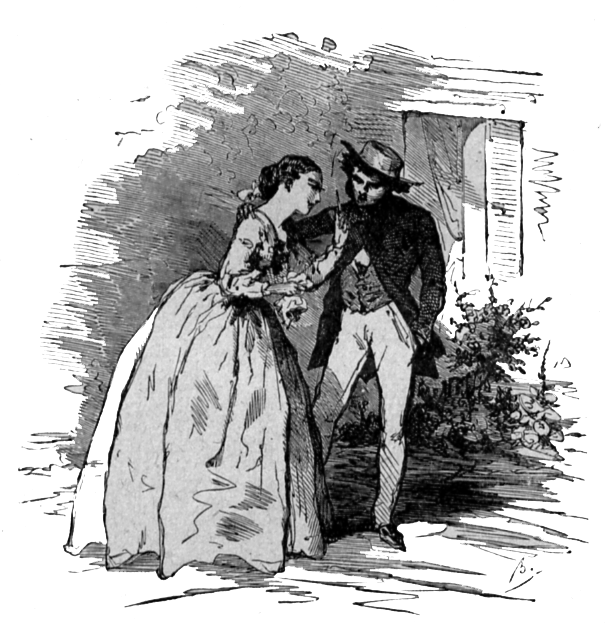
De jonge vrouw vindt het tinnen soldaatje, Bertall

Het oude huis is een sprookje van Hans Christian Andersen, het verscheen in 1848.

## Het verhaal
Aan de zonkant van de straat stond een oud huis dat bijna driehonderd jaar oud was. Tussen tulpen en hopranken staan oude verzen in ouderwetse spelling op de balk gesneden. Onder het dak is een loden pijp met een drakenkop, er zit een gat in de goot en het regenwater loopt uit zijn buik. Andere huizen in de straat zijn nieuw en vinden het oude huis maar niks. Een jongen, die tegenover het huis woont, vindt het huis in zonneschijn en maneschijn best. In zijn gedachten ziet hij soldaten met hellebaarden bij het huis. Het wordt nu bewoond door een oude man met een pruik. Hij heeft een knecht, maar verder is de man alleen. Hij knikt de jongen soms toe, zonder te spreken worden de twee zo vrienden. De ouders van de jongen vinden dat de man eenzaam is.
De jongen geeft de volgende zondag een van zijn tinnen soldaatjes aan de knecht, dit is een cadeau voor de oude man. De jongen wordt uitgenodigd en zijn ouders geven toestemming. In het huis  hangen portretten van ridders in harnas en dames in zijden japonnen. De jongen komt in een kamer behangen met verguld varkensleer en een kamer met een erker. De oude man bedankt hem voor het tinnen soldaatje. Er hangt een portret van een jonge dame, ze is al overleden en de oude man kende haar vroeger. Hij heeft het portret bij de uitdrager gekocht. De man zegt voortdurend bezoek van zijn herinneringen te krijgen en nu heeft hij bezoek van de jongen. Hij heeft het best. De tinnen soldaat zegt tegen de jongen dat het hier te stil voor hem is. De jongen zegt hem dat hij zich hierdoorheen moet slaan en gaat vrolijk naar huis.
De jongen bezoekt de oude man een week later opnieuw. De tinnen soldaat zegt tin gehuild te hebben, hij gaat liever naar de oorlog dan in dit stille huis te zijn. Hij vertelt dat hij op zondag zag dat de familie aan de overkant met gevouwen handen ernstig was. Maria van twee kwam binnen en begint te dansen, maar dit kan ze eigenlijk niet. De familie keek in ernst, maar het tinnen soldaatje viel van de tafel van het lachen. Het soldaatje vraagt hoe het met iedereen gaat. Hij mist de familie en de jongen antwoordt dat hij weggegeven is en dus moet blijven bij de oude man. De oude man speelt een wijsje op zijn oude klavier, het klinkt vals en hij neuriet erbij. Hij vertelt dat de vrouw van het portret dat liedje zingen kon. Het soldaatje wil in de oorlog en valt van de tafel op de vloer. Hij valt door een spleetje en ligt in een open graf. De dag gaat voorbij en de jongen gaat naar huis.
Weken gaan voorbij en het oude huis ligt onder een witte deken. Sneeuwvlokken hebben de opschriften opgevuld. De oude man is dood en 's avonds stopt een rijtuig en men draagt de doodskist naar beneden. De kleine jongen werpt de kist een handkus na. Enkele dagen later wordt de inboedel geveild, spullen worden naar buiten gedragen. Niemand stelt prijs op het oude schilderij en het komt weer bij de uitdrager terecht. In het voorjaar wordt het oude huis afgebroken, men zei dat het een krot was. Er wordt een prachtig huis gebouwd en voor de tuin komt een ijzeren hek, dat staat deftig. De jongen wordt een volwassen man en pas getrouwd betrekt hij het nieuwe huis. Zijn vrouw plant een veldbloem en duwt met haar vingers op iets scherps in de aarde. Ze vindt de tinnen soldaat en poetst hem op met haar zakdoek. Het tinnen soldaatje ontwaakt hierdoor.
De jonge man vertelt het verhaal en de jonge vrouw wil het soldaatje bewaren. Ze vraagt het graf van de oude man te bezoeken, maar haar man weet niet waar hij begraven ligt. Het tinnen soldaatje vindt dat de oude man vreselijk eenzaam was, maar het is heerlijk om niet vergeten te worden. Het soldaatje hoort een oude lap varkensleer heerlijk roepen, het ziet eruit als vochtige aarde. De oude lap heeft een mening: verguldsel zal vergaan, maar varkensleer blijft bestaan. Het tinnen soldaatje gelooft er niks van.